# Bruchophagus grassius
Bruchophagus grassius är en stekelart som beskrevs av T.C. Narendran 1994. Bruchophagus grassius ingår i släktet Bruchophagus och familjen kragglanssteklar. Inga underarter finns listade.